# Изгубени в Сибир (филм, 1991)
Изгубени в Сибир (на руски: Затерянный в Сибири; на английски: Lost in Siberia) е драма филм от 1991 година на режисьора Александър Митта, копродукция между Русия и Англия. Снимките са проведени изцяло в Русия.

## Сюжет
Английски археолог, присъстващ на археологически разкопки в Иран, случайно е припознат като американски шпионин със същото име, и изпратен в трудов лагер в Сибир. Веднъж попаднал в ГУЛАГ, англичанинът преминава през всички кръгове на ада, но среща и своята любов.

## Актьорски състав
- – Aнтъни Андрюс
- – Елена Майорова
- – Владимир Илин
- – Евгени Миронов
- – Наталия Гундарева
- – Гарик Сукачев
- – Алексей Жарков
- – Валентин Гафт
- – Любов Соколова
- – Алберт Филозов
- – Зиновий Гердт
- – Михаил Жигалов
- – Николай Пастухов
- – Иван Бортник
- – Михаил Бочаров
- – Пьотр Зайченко
- – Вячеслав Горбунчиков
- – Игор Сукачев
- – Юри Соколов
- – Олег Ли
- – Леонид Тимцуник
- – Юри Веялис
- – Харк Бом
- – Владимир Прозоров